# تغرات إفسفاسن (أقصري)
تغرات إفسفاسن هو دُوَّار يقع بجماعة أقصري، عمالة أكادير إدا وتنان، جهة سوس ماسة في المملكة المغربية. ينتمي الدوّار لمشيخة أقصري التي تضم 6 دواوير. يقدر عدد سكانه بـ 261 نسمة حسب الإحصاء الرسمي للسكان والسكنى لسنة 2004.

## روابط خارجية
- البوابة الوطنية للجماعات الترابية نسخة محفوظة 12 مارس 2018 على موقع واي باك مشين.
- المندوبية السامية للتخطيط